# 美麗城站
美麗城站（法語：Belleville）是巴黎地鐵2號線和巴黎地鐵11號線的交匯車站，位於巴黎10區、11區、19區和20區的美麗城地區。美麗城站開業於1903年1月31日。2015年，當地官員體育計劃將該站改名為美麗城-巴黎公社1871站。

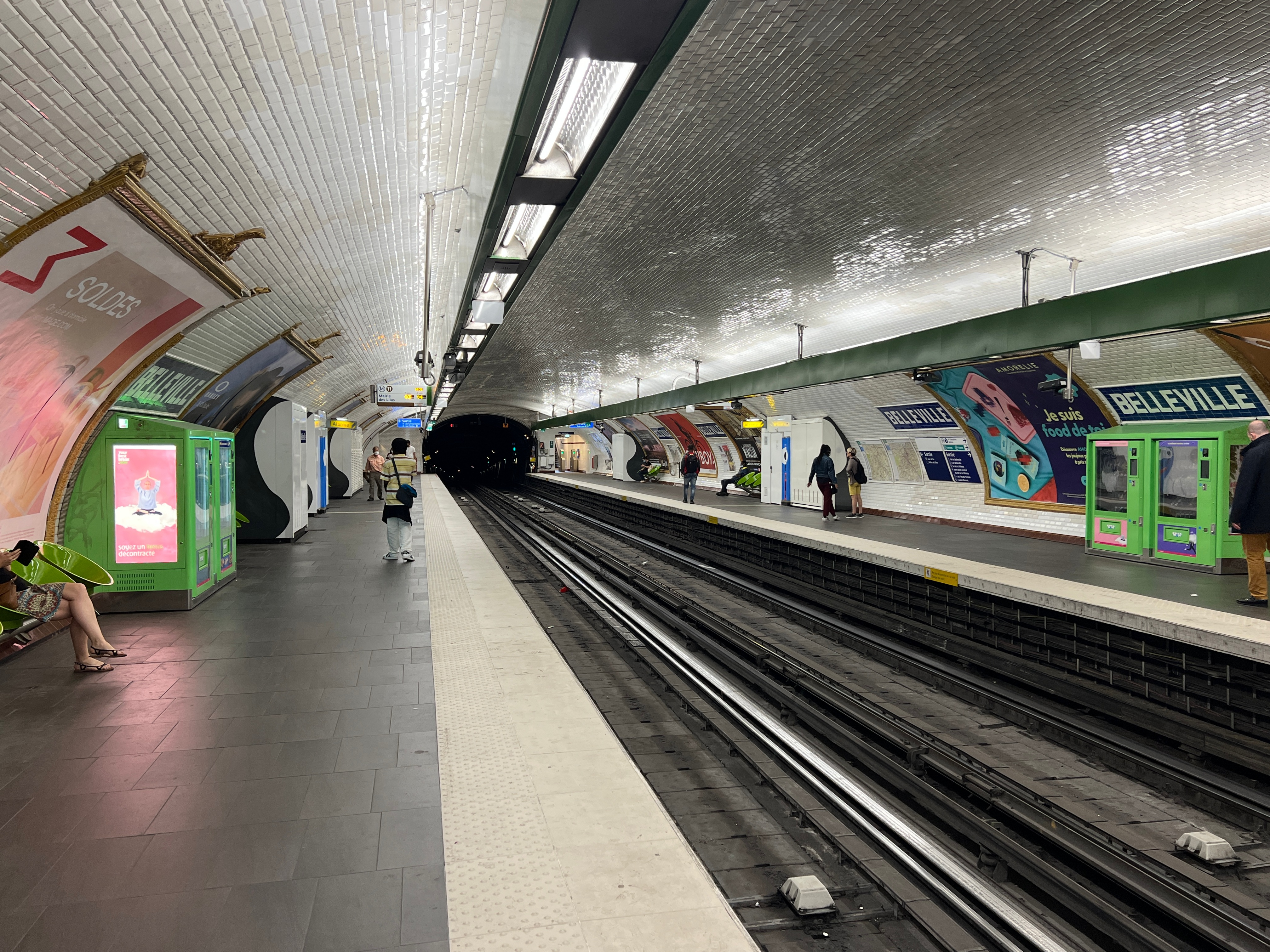
11號線月台 (2022年6月)

## 車站結構
| G  | 街道               | 出入口                 |
| B1 | 夾層               | 往出入口               |
| B2 | 側式月台，右側開門 | 側式月台，右側開門     |
| B2 | 西行               | 往王妃門（法比安上校） |
| B2 | 東行               | 往民族廣場（皇冠）     |
| B2 | 側式月台，右側開門 |                        |
| B3 | 側式月台，右側開門 | 側式月台，右側開門     |
| B3 | 南行               | 往沙特雷（龔古爾）     |
| B3 | 北行               | 往丁香鎮（庇里牛斯）   |
| B3 | 側式月台，右側開門 |                        |